# Acacia armillata
Acacia armillata là một loài thực vật có hoa trong họ Đậu. Loài này được (Pedley) Pedley miêu tả khoa học đầu tiên.